# Mario Caserini
Mario Caserini (Roma, 26 febbraio 1874 – Roma, 17 novembre 1920) è stato un regista, attore e sceneggiatore italiano, attivo nei primi due decenni del XX secolo nell'epoca del muto, considerato tra i pionieri del cinema italiano.

## Biografia

### Gli inizi e la "Cines"
Nasce a Roma da Oreste, impiegato, e da Isabella Rosati. Da giovane esercita per qualche tempo l'attività di pittore. Nel 1899 diventa direttore di una compagnia teatrale di pantomime composta da bambini. Fu anche attore di teatro, nella compagnia di Ermete Novelli, che abbandonò in seguito per divenire direttore di una compagnia drammatica.
Quando Filoteo Alberini inizia con Dante Santoni la produzione di pellicole, ha necessità di circondarsi di collaboratori e per questo si rivolge al mondo teatrale. Caserini è tra i primi ad essere assunti in pianta stabile, inizialmente come attore, con un contratto di 200 lire al mese, ma nella indeterminatezza dei ruoli agli albori della cinematografia è possibile, come sostiene una fonte giornalistica di poco successiva, che abbia diretto nel 1905 il cortometraggio Viaggio al centro della luna, ispirato al Viaggio nella Luna di Méliès, mentre è accertato che nello stesso anno egli interpreti e diriga Il romanzo di un Pierrot che poi non sarà distribuita quando l'ancor giovane azienda di produzione romana si trova di fronte a esose richieste di diritti d'autore.

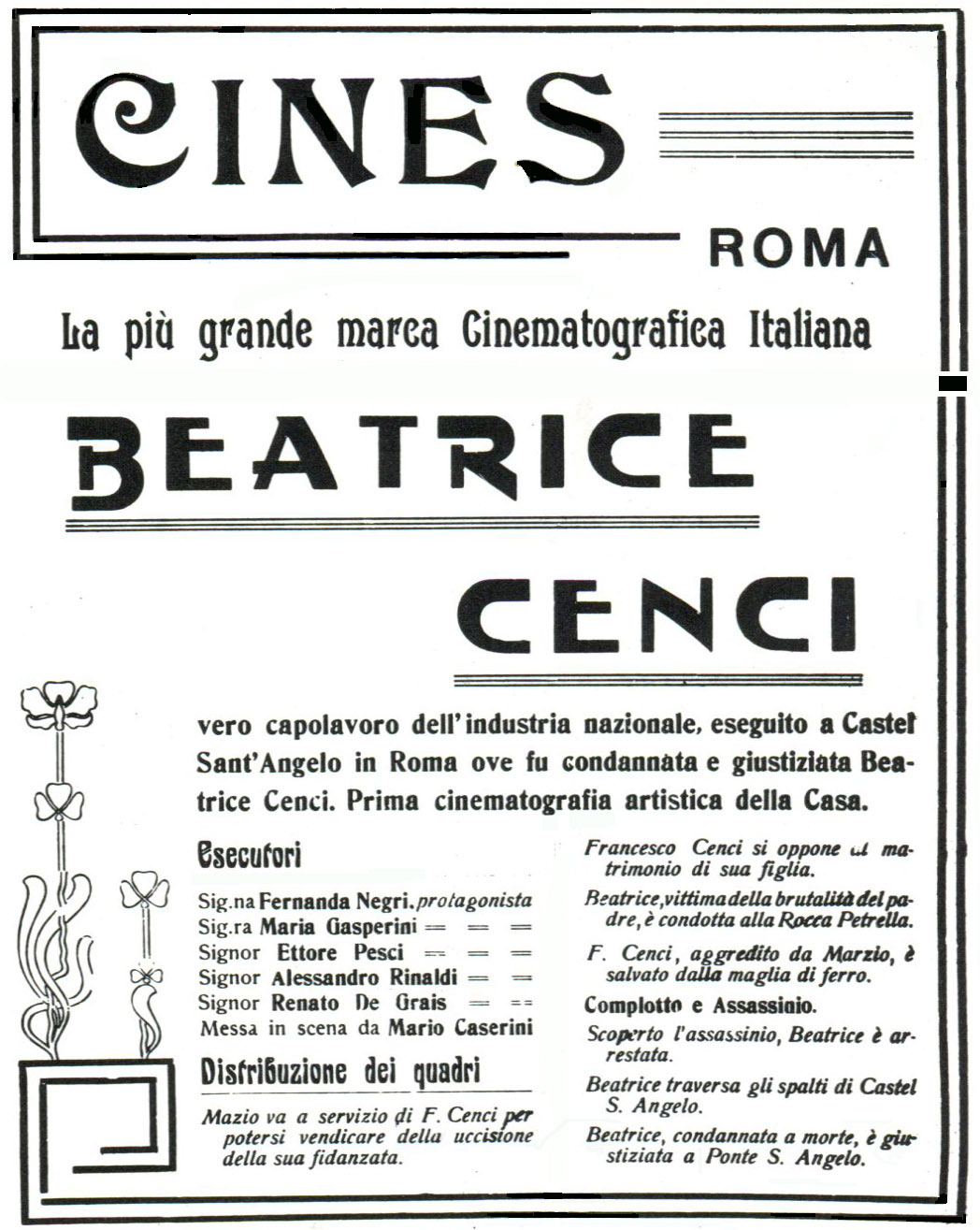
Pubblicità di Beatrice Cenci (1909), prima volta in cui vengono indicati gli artisti che avevano realizzato il film, girato in esterni nel Castel Sant'Angelo

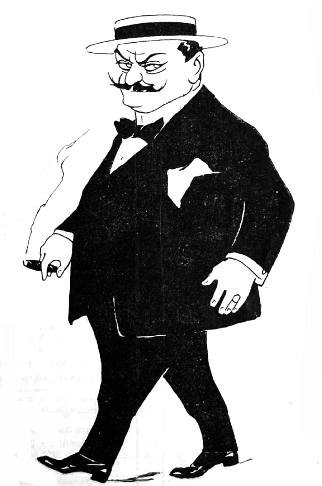
Caricatura di Caserini pubblicata nel 1913

Anche questa vicenda evidenzia per la Alberini & Santoni la necessità, per affrontare il mercato, di disporre di capitali. La società si trasforma quindi in "Cines" e le redini dell'azienda vengono assunte dall'industriale Adolfo Pouchain che nel maggio 1906 per rilanciare la produzione anche in termini qualitativi chiama a Roma il regista francese Gaston Velle, strappandolo alla Pathé assieme ad altri esperti cineasti d'oltralpe. Caserini gli si affianca come assistente e questa esperienza ne forma le capacità registiche, inducendolo ad abbandonare il ruolo di attore.
Quando nel 1907 Velle ed i suoi collaboratori tornano in Francia, Caserini viene promosso, assieme ad Egidio Rossi, "direttore artistico" (la denominazione del tempo del "regista") e diventa così uno degli elementi di punta della "Cines", in un periodo nel quale l'azienda romana conosce un tumultuoso sviluppo che fa aumentare le pellicole a soggetto prodotte dalla decina del 1907 sino alle oltre centotrenta del 1910. Tale crescita comporta l'assunzione di molti professionisti e, tra questi, arriva come attrice alla "Cines"  anche una ballerina del Teatro alla Scala, Maria Gasperini, che diventerà la moglie di Caserini.
Durante questo periodo è attribuita a Caserini la direzione di decine di pellicole che vanno dalla riduzione di testi classici shakespeariani (Otello nel 1906 e Amleto e Romeo e Giulietta nel 1908, Macbeth nel 1909) a drammi di ambientazione borghese moderna, come Il cuore e il denaro e Le viole nel 1908, Fiore fatale e Povera madre! nel 1909, Bacio Fatale e Amore e libertà nel 1910. Nella sua filmografia di questi anni compare anche qualche cortometraggio comico, come Il bel Fiorindo (1909) o L'amorino del 1910. Ma la caratteristica in cui Caserini si specializza e per la quale diventa noto è la presentazione di vicende e personaggi storici. Dal 1907 al 1910 dirige una collana lunghissima di rievocazioni, pescando a piene mani nella storia di qualsiasi epoca, iniziando da quella romana con Messalina e con un Catilina che costituì un evento del 1910, venendo proiettato contemporaneamente in undici cinema romani. Numerosi anche i titoli ispirati alla storia medievale, con una Giovanna d'Arco, una Pia de' Tolomei ed un Federico Barbarossa (noto anche come La battaglia di Legnano), tutti del 1908, più un Cid del 1910.  In quegli anni, nei teatri di posa della "Cines", cresce come assistente di Caserini Enrico Guazzoni, che poi diventerà il più affermato regista di "colossal" storici.
Particolarmente ricca l'antologia di vicende del Rinascimento italiano, da Marco Visconti (1909) a Giovanni dalle bande nere e Lucrezia Borgia (1910). In questo ambito. una delle produzioni "Cines" più impegnative è la Beatrice Cenci del 1909, che rappresenta due "prime volte" per la cinematografia italiana: le prime riprese in esterno allestite al Castel Sant'Angelo e la inedita diffusione da parte della "Cines" di un manifesto di lancio del film in cui compaiono i nomi del regista e dei principali interpreti, quando all'epoca ci si limitava ad attribuire le pellicole alla Casa produttrice e questi elementi non venivano mai citati. Con Garibaldi (1907) Pietro Micca (1908) ed Anita Garibaldi (1910) Caserini affronta anche i temi patriottici e risorgimentali. Un particolare successo, anche internazionale, arrise a I tre moschettieri, film che dal punto di vista commerciale fu in grado di sanare i bilanci della "Cines".

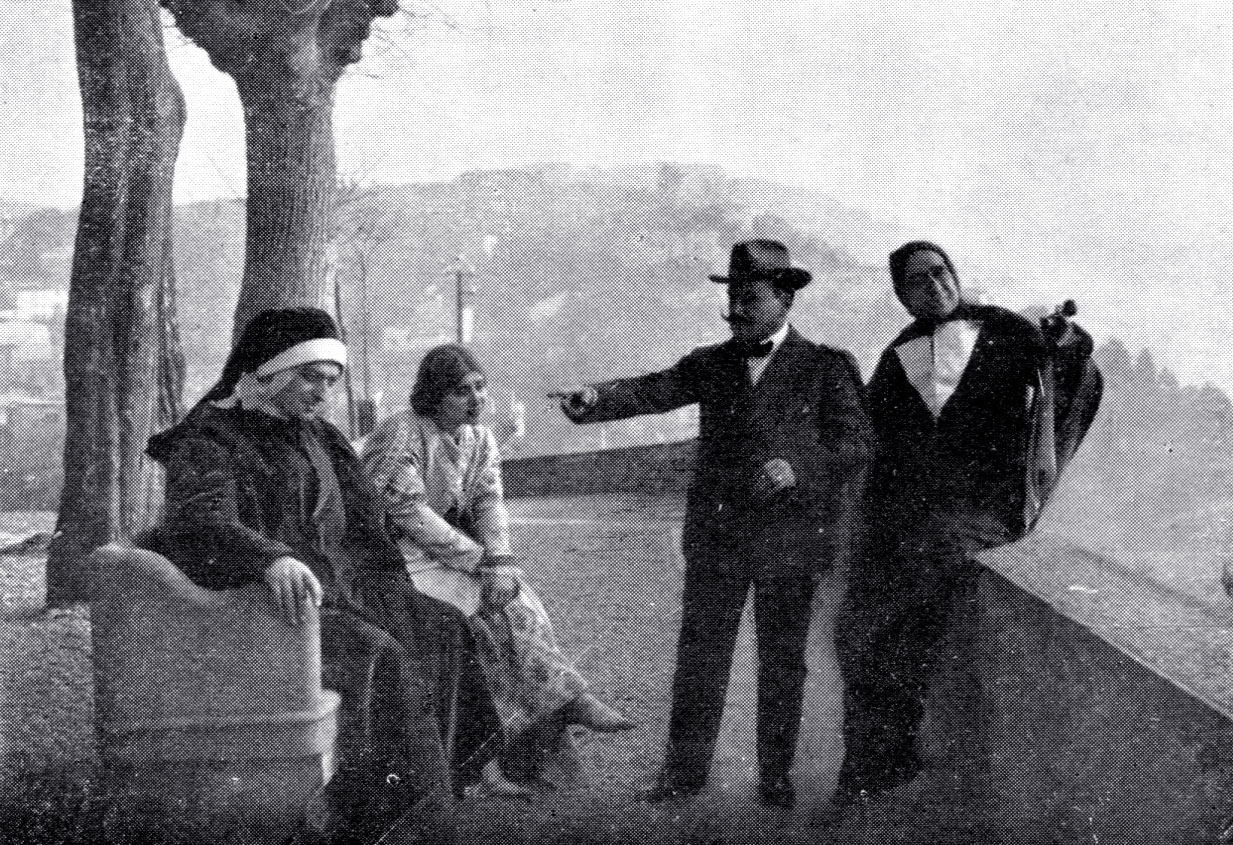
1912: Caserini (al centro con il cappello), nel periodo "Ambrosio", sul set di Dante e Beatrice. L'attrice è Fernanda Negri Pouget.

La notorietà acquisita da Caserini in questi suoi primi anni alla "Cines" gli consente di diventare uno dei più ascoltati promotori del cinematografo: nel 1910 tiene delle conferenze al Collegio Romano in cui illustra le potenzialità di questa nuova forma di spettacolo, al tempo ancora considerata dagli ambienti culturali con molta diffidenza e nello stesso anno istituisce e dirige a Roma, alla Galleria Sciarra, una "scuola d'arte cinematografica", forse la prima del genere al mondo.

### Gli anni torinesi: "Ambrosio" e "Gloria"
Nel 1911 Caserini lavora con la "Theatralia" (di cui forse è stato anche tra i fondatori), una casa di produzione che si proponeva di portare sugli schermi attori provenienti dal teatro, in particolare dal Teatro Argentina e dalla compagnia Duse, ma si tratta di una vicenda effimera, che produce solo due titoli Verso la colpa e L'uomo fatale. Nella seconda metà dello stesso anno, infatti, Caserini e la moglie decidono di accettare l'offerta, economicamente molto allettante (25.000 lire, somma considerevole per l'epoca), di Arturo Ambrosio e si trasferiscono a Torino, iniziando a lavorare per l'azienda che al tempo era la diretta e maggiore concorrente della "Cines".
Presso la "Ambrosio Film" Caserini si conferma direttore di film storici, dirigendo I cavalieri di Rodi, due drammi tratti dalla mitologia tedesca, il Sigfrido ed il Parsifal, ed un altro di ispirazione religiosa, Il pellegrino. Realizza anche, con Dante e Beatrice (conosciuto anche come La vita di Dante) una pellicola che si qualifica per l'epoca già come un lungometraggio, misurando 735 m.. Tuttavia l'incontro con l'attrice brillante della "Ambrosio" Gigetta Morano consente a Caserini di cimentarsi di nuovo con il genere comico quando dirige Santarellina (o Mam'zelle Nitouche), con cui si inizia a portare sullo schermo la commedia cinematografica brillante «lontana antesignana di Lubitsch».

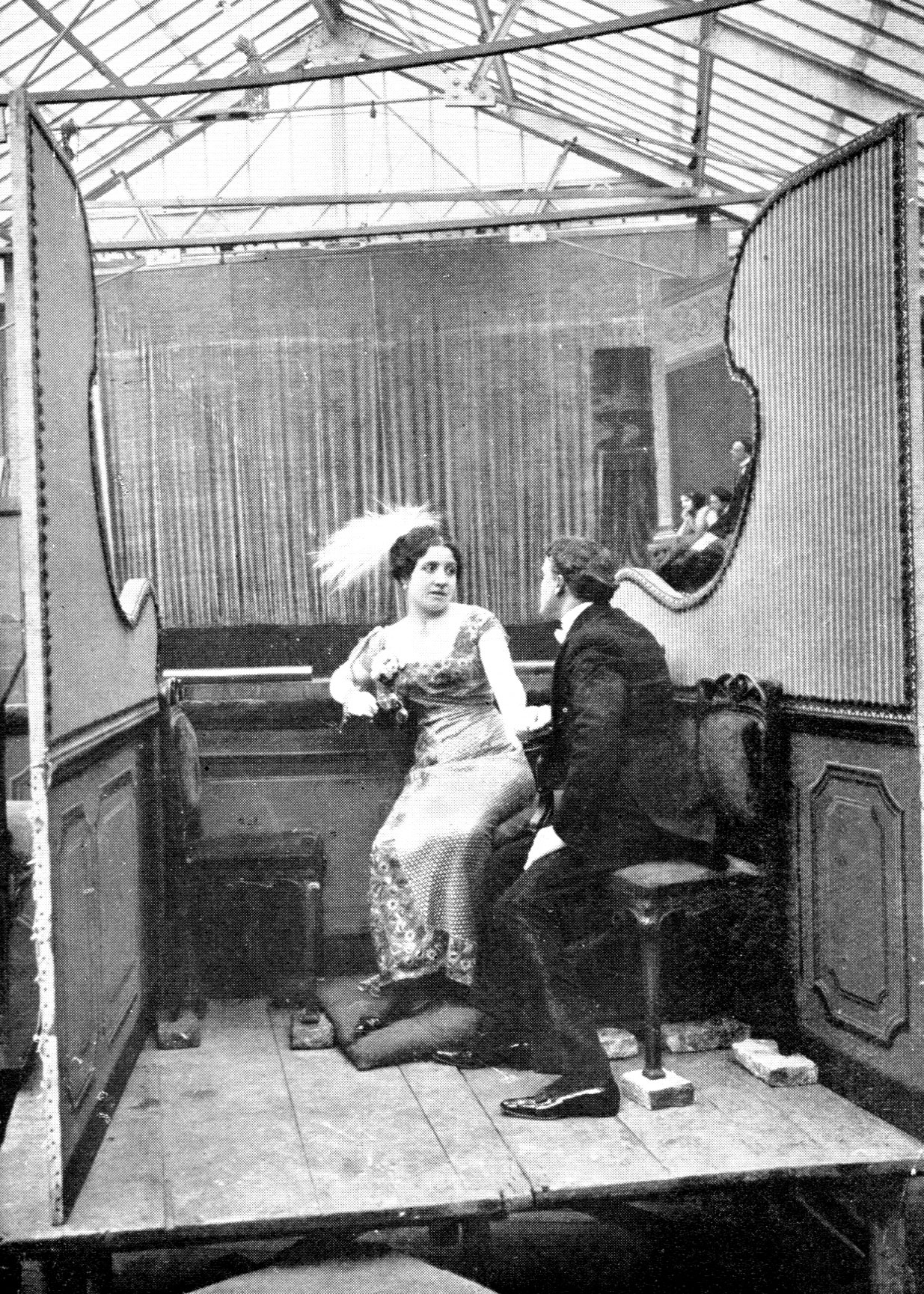
L'adultera, film diretto da Mario Caserini per la "Ambrosio". Foto del set con la protagonista Maria Gasperini, moglie del regista

L'esperienza presso la "Ambrosio" di Caserini (e di sua moglie) dura soltanto poco più di un anno. Dopo il lungo periodo di stabilità professionale vissuto alla "Cines", il regista romano diventa irrequieto ed inizia ora una serie di successive e poliedriche esperienze. Il 15 dicembre 1912 rompe anzitempo il contratto che lo lega (fino al 1915) alla casa torinese e partecipa con altri soci alla costituzione della "Film d'arte Gloria", riuscendo a portare con sé nella nuova azienda anche la maggior parte degli elementi che avevano lavorato con lui prima alla "Cines" e poi alla "Ambrosio". La nuova Casa vuole puntare alla qualità: come lo stesso Caserini annuncia, il progetto è «la realizzazione di film artistiche di lungo metraggio tratti da soggetti di autori di fama indiscussa».
Dopo i primi due film realizzati per la nuova azienda, di cui diventa Direttore Artistico (il "giallo" Il treno degli spettri e la farsa Florette e Patapon, un successo), la "Gloria" scrittura una delle più applaudite attrici teatrali del momento, Lyda Borelli, e Caserini la lancia per la prima volta sullo schermo dirigendola in Ma l'amor mio non muore. Il successo è trionfale: il film, lungo 2600 metri, ottiene critiche ed elogi unanimi in Italia e all'estero, viene venduto in tutto il mondo, fa nascere il mito divistico della Borelli ed ancora molti anni dopo verrà considerato «una delle opere più rappresentative del 1913 (in quanto) illustra una nuova tendenza, lo sviluppo del film sociale moderno».Si tratta dell'opera che, secondo diversi commentatori, costituisce il culmine dell'attività artistica di Caserini.
Mentre è ancora alla "Gloria", Caserini tenta di realizzare un rifacimento de Gli ultimi giorni di Pompei, ma viene travolto dalla concorrenza che sullo stesso soggetto nasce tra la "Ambrosio" e "Pasquali". Deve quindi rinunciare, nonostante abbia già girato alcune scene nell'Arena di Verona, che poi riutilizzerà per Nerone e Agrippina, film che doveva costituire la risposta ai "colossal" delle due case torinesi, ma che fu invece un insuccesso clamoroso. Intanto anche l'avventura alla "Gloria" arriva al termine e nel dicembre del 1914 Caserini, a causa di disaccordi con gli azionisti, lascia la casa di produzione che aveva contribuito a fondare.

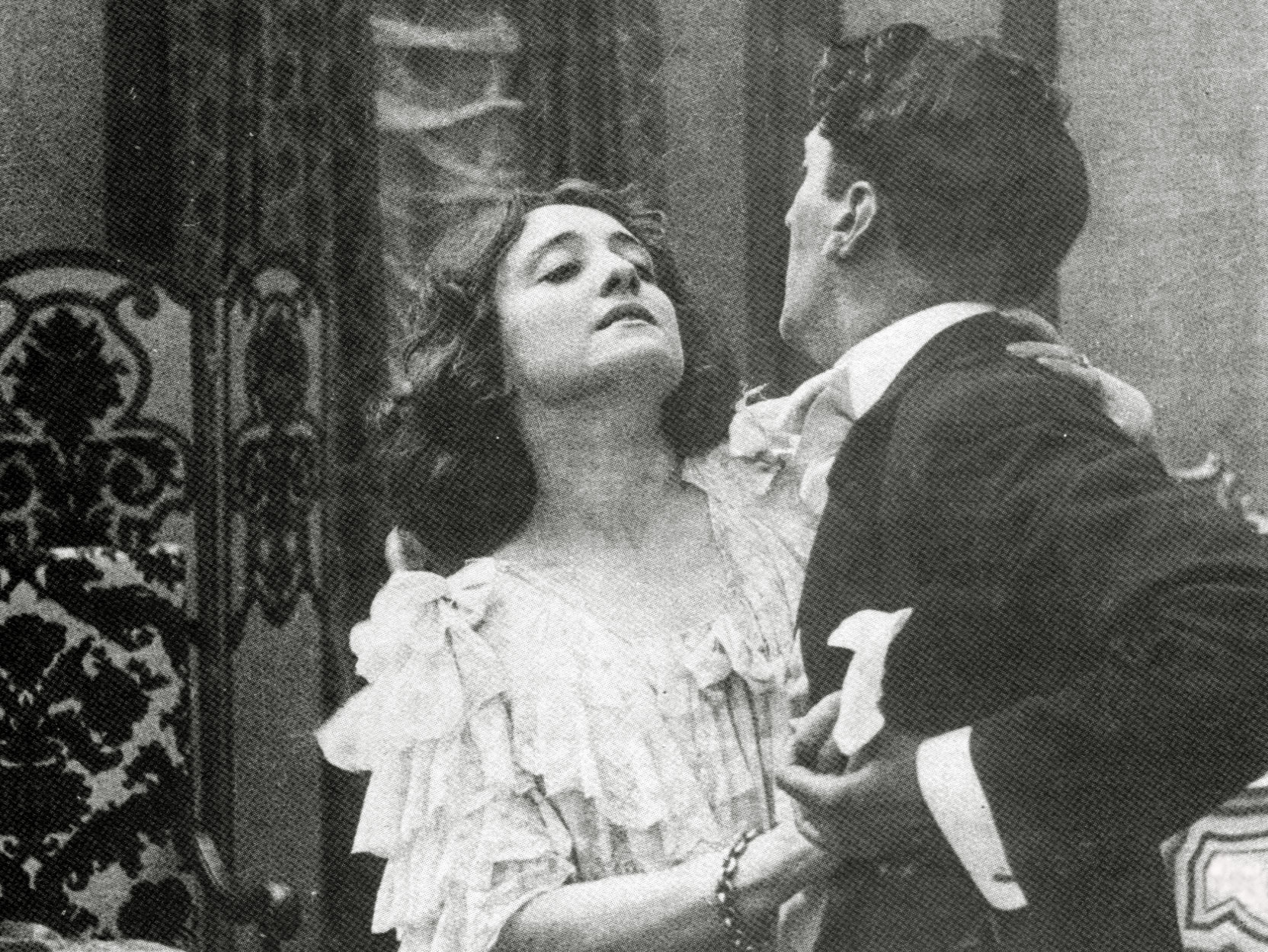
Lyda Borelli e Mario Bonnard in una scena de Ma l'amor mio non muore (1913), diretto per la "Gloria Film" da Caserini e considerato da molti il suo capolavoro

### La Spagna e il rientro alla Cines
Nel 1915 Caserini è ancora a Torino dove fonda la "Caserini Film" che si associa con altre due aziende torinesi, la "Comoedia drama" e la "Film Manipulation Agency" per produrre La pantomima della morte e L'amor tuo mi redime del 1916. Successivamente viene invitato dai produttori spagnoli della "Excelsa Film"; si reca a Barcellona assieme all'attrice Leda Gys, dirigendola in tre pellicole che usciranno poi in quel paese in anni successivi: Como aquel día e Flor de otoño nel 1917, mentre ¿Quién me hará olvidar sin morir?, perseguitato dalla censura per alcune situazioni legate alla droga, esce addirittura nel 1919.
Al ritorno dalla Spagna, Caserini rientra a Roma, da dove era assente da quattro anni. Qui, senza legarsi ad un'unica casa produttrice, ma diventando «imprenditore di se stesso», collabora con la "Tiber Film" che nel periodo della Prima Guerra mondiale è diventata con la "Caesar Film" una delle due principali case di produzione cinematografica italiane. Con la "Tiber" lavora dal 1916 al 1919. Risultano però titoli di film da lui diretti nel 1916 e prodotti ancora dalla "Caserini Film" in collaborazione con le due società torinesi: uno di questi è Passano gli Unni, il secondo dei due film di propaganda bellica che gli si riconoscano (il primo era stato nel 1912 Infamia araba al tempo della conquista italiana della Libia); un altro è La vita e la morte, che subì molti interventi della censura e per questo uscì l'anno successivo. Nella produzione "Tiber" si segnala Resurrezione del 1917, tratto dal romanzo di Lev Tolstoj.
Nell'ultimo periodo romano Caserini ha anche occasione di tornare alle origini, lavorando nuovamente in diverse occasioni alla "Cines", sia direttamente sia per il tramite della "Palatino Film", una sua consociata. Qui nel 1918 incontra nuovamente Lyda Borelli e, dopo averla lanciata nel 1913, la dirige nell'ultimo film, Il dramma di una notte (o Una notte a Calcutta), interpretato dall'attrice prima del ritiro, racchiudendone così la carriera cinematografica. Alla "Cines" incontra Vera Vergani, già affermata interprete teatrale, che sarà, dopo la Borelli e la Gys, l'ultima attrice con cui stringerà un intenso sodalizio artistico. Per un solo anno, il 1920, la Vergani lascia infatti i palcoscenici per dedicarsi al cinema e sotto la direzione di Caserini gira per la "Cines", già confluita nell'U.C.I., una serie di cinque "cinedrammi". Mentre il cinema italiano sta entrando in una profonda crisi che la costituzione dell'U.C.I. non riuscirà a scongiurare, Caserini muore improvvisamente alla fine del 1920, a 46 anni. Alcuni dei film da lui realizzati con la Vergani usciranno postumi nel 1921.

## Il giudizio sull'opera di Caserini
L'attività registica di Caserini (quella di attore è del tutto limitata e, per il periodo teatrale, sconosciuta), già qualificata dai contemporanei come l'opera di «un maestro il cui merito è quello di aver sempre considerato la cinematografia come un'arte», è generalmente considerata come quella di un importante precursore, in un giudizio che accomuna diverse generazioni di storici del cinema. 

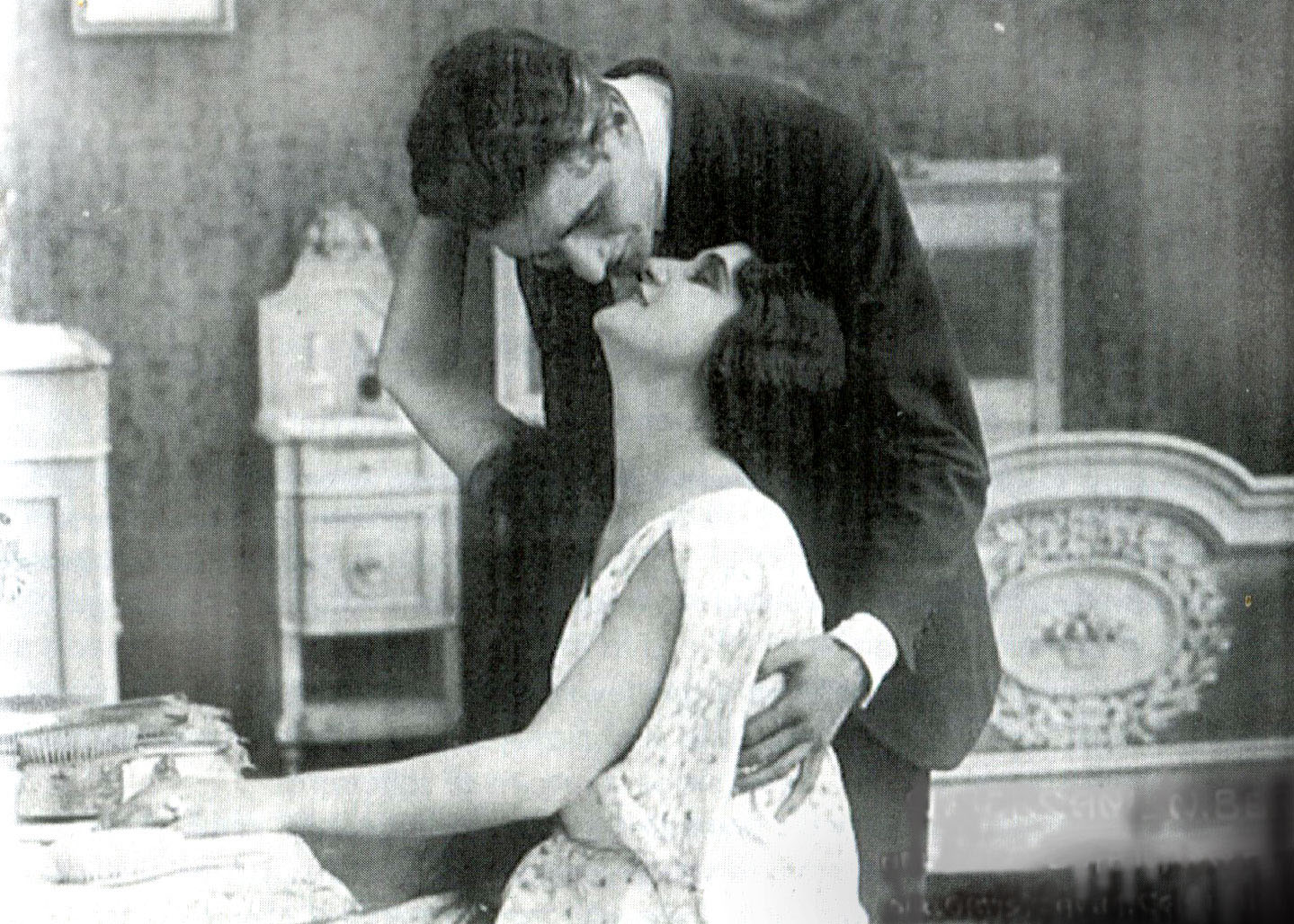
Una scena de Il filo di Arianna, con Nerio Bernardi e Vera Vergani, l'ultima attrice diretta da Caserini. Il film uscì postumo un anno dopo la morte del regista

Già nel 1937 Comin aveva notato, a proposito di Ma l'amor mio non muore, come «la regia di Caserini si distingue da quella di tutti gli altri direttori artistici del tempo per una contenutezza mimica ed una ricchezza di inquadrature (mentre) la maggior parte dei film si svolgeva con una furia enorme», giudizio poi confermato nel 1951 dalla Prolo, secondo la quale questa opera di Caserini «segna un deciso distacco dagli altri film del 1913 che pure hanno grande valore come iniziatori di nuovi generi o come affermazione di nuovi attori, nuovi attrici o nuovi stili dei nostri registi».
Nonostante la lunga collana di soggetti ispirati da vicende storiche, a Caserini viene attribuito «un posto notevole nella storia del cinema italiano, non tanto per il film storico, nel quale Guazzoni gli fu superiore, quanto come autore dei primi drammi passionali italiani» che, dal punto di vista commerciale, ebbero anche il merito di far comprendere ai produttori che potevano riempire le sale senza dover sostenere i costi proibitivi richiesti dagli allestimenti d'epoca romana. Per questo l'opera di Caserini è anche considerata come «cinema orientato verso un embrione di industria culturale, in grado orientare un codice di costume apparentemente aristocratico, ma in realtà aperto alle masse».
I commenti più recenti confermano i giudizi espressi in precedenza sul ruolo di Caserini nel primo cinema italiano. «Caserini - ha scritto Bernardini - è un pioniere del cinema italiano che, grazie a lui e con lui, assume una precisa fisionomia e conclude una prima fase di scoperta e di invenzione d'un linguaggio nuovo; sotto di lui si formano leve di artisti e tecnici che costituiranno l'ossatura delle più importanti imprese di produzione nazionale». Sue sono molte delle opere che varcano i confini nazionali e che «consentono al giovane cinema italiano di imporsi per alcune caratteristiche legate alle ricostruzioni storiche o alla riduzione di classici della letteratura».

## Filmografia
La filmografia dell'autore è molto vasta in quanto gli vengono attribuiti quasi centotrenta film, realizzati in circa quindici anni di attività. Per molti di essi vi sono delle incertezze nell'identificazione dell'anno o del titolo esatto e, inoltre, molti sono andati perduti. Dei pochi conservati, talora in cineteche non italiane, si hanno in certi casi soltanto dei frammenti. Grazie al restauro eseguito dalla Cineteca di Bologna e dal Museo nazionale del cinema di Torino è visibile Ma l'amor mio non muore, considerato da molti come l'opera più importante di Caserini.